# Ponciano Contreras
Ponciano Contreras González (ur. 16 kwietnia 1947 w Durango) – meksykański zapaśnik walczący w stylu klasycznym. Olimpijczyk z Meksyku 1968, gdzie odpadł w eliminacjach w wadze piórkowej do 63 kg.

## Letnie Igrzyska Olimpijskie 1968
| Konkurencja                   | Walki                  | Walki                 | Klas. końcowa |
| Konkurencja                   | Pierwsza runda         | Druga runda           | Miejsce       |
| ----------------------------- | ---------------------- | --------------------- | ------------- |
| styl klasyczny, waga piórkowa | Simion Popescu (ROM) P | Martti Laakso (FIN) P | druga runda   |